# Antonio Peña (baloncestista)
Antonio Miguel Peña Wright (20 de julio de 1986, Brooklyn, Nueva York) es un jugador de baloncesto con doble nacionalidad estadounidense y dominicano. Con 2,03 metros (6 pies y 8 pulgadas) de estatura, juega en la posición de ala-pívot. Su actual equipo es Brillantes del Zulia (LNBP), equipo que juega en la Liga Nacional de Baloncesto Profesional de Venezuela.

## Biografía
Inició su trayectoria como baloncestista de alto nivel en la Universidad de Villanova de la NCAA estadounidense, donde finalizó su periplo universitario convertido en uno de los máximos reboteadores de la historia de dicha universidad. En su último año en la NCAA tuvo unos números de 10 puntos y 7 rebotes de media por partido.
En 2011 se marchó a España para jugar en el UB La Palma, donde por su condición de Cotonú (pasaporte dominicano), no ocuparía plaza de extranjero. Finalizó la temporada regular 2011/12 de la LEB Oro con unas medias de 9,8 puntos y 3,8 rebotes en 20 minutos por partido.
A mediados de agosto de 2012 se comprometió por una temporada por el Cáceres Patrimonio de la Humanidad, también de LEB Oro, donde volvería a jugar a las órdenes de Carlos Frade, entrenador que le había dirigido en su etapa del UB La Palma.
En 2014 jugó cinco encuentros con los Guerreros de Bogotá durante la Liga Colombiana de Baloncesto 2014-II, en los que promedió 16.6 puntos y 5.8 rebotes. Luego firmó un contrato con el Nürnberger BC de Alemania, donde jugó 21 partidos de la temporada regular promediando 11.2 puntos, 5.8 rebotes y dos asistencias por partido mientras ayudó al club a lograr un récord de 22-8 y su clasificación a los playoffs de la liga. El Nürnberger BC fue derrotado en la semifinal contra el Gießen 46ers.
En enero de 2016 firmó un contrato con los Brujos de Guayama de la liga de Baloncesto Superior Nacional de Puerto Rico. En 35 partidos registro 9.9 puntos, 4.6 rebotes y 1.9 asistencias por partido, mientras ayudó a los Brujos a lograr un récord neutral de 18-18 y lograr su plaza a los playoffs. En los cuartos de finales, los Brujos cayeron derrotados ante los Cangrejeros de Santurce en seis partidos (4-2).
En agosto de 2016, Peña se unió a los Reales de La Vega de la Liga Nacional de Baloncesto de República Dominicana.
En marzo del año 2018 se suma al Club Ferro Carril Oeste de la Liga Nacional de Básquet de Argentina para disputar el final de la temporada 2017-18.
En septiembre de 2018, llega a México para jugar en la Liga Nacional de Baloncesto Profesional con los Soles de Mexicali para la temporada 2018-2019; en febrero de 2019 tiene su primera experiencia en el torneo CIBACOPA al ser contratado por el naciente equipo Mantarrayas de La Paz, en donde sus grandes actuaciones llevaron al equipo a la gran final del mismo, lo cual terminaría como subcampeón e ídolo del cuadro paceño.

## Trayectoria
- Universidad de Villanova. NCAA
- 2011-2012. UB La Palma. LEB Oro
- 2012. Reales de La Vega. LNB
- 2012-2013. Cáceres Patrimonio de la Humanidad. LEB Oro
- 2013-2014. Autocid Ford Burgos. LEB Oro
- 2014. Guerreros de Bogotá. Liga DirecTV
- 2014-2015. Nürnberger Basketball Club. ProA
- 2016. Brujos de Guayama. BSN
- 2016. Reales de La Vega. LNB
- 2018. Ferro (Buenos Aires). LNB
- 2018-2019. Soles de Mexicali. LNBP
- 2019. Mantarrayas de La Paz. CIBACOPA
- 2019-2020. Soles de Mexicali. LNBP
- 2021 Dorados de Chihuahua. LNBP
- 2022 Dorados Capital LBE
- 2022 Halcones de Ciudad Obregón CIBACOPA

## Selección nacional
Durante agosto y septiembre de 2023 fue integrante de la selección de República Dominicana que participó en el Mundial de 2023 celebrado en Asia, y que finalizó en decimocuarto lugar.